# Šílenství
Šílenství je ztráta rozumového úsudku, pomatenost, nepříčetnost, bláznovství. Přesněji psychopatologie chápe šílenství jako různé formy pomatení a duševních chorob.
Pojetí šílenství závisí od doby, místa, kultury. Každá společnost vidí v šílenství nějaký souhrn rysů, původně nápadných jako odchylky od průměru. V některých tradičních společnostech by ten, koho by běžný dnešní Evropan označil jako šílence, byl přijímán pozitivně, protože v něm přebývá duch, a je tedy povolán k důležitým úlohám (šaman, čaroděj).
Postoj k šílenství se v Evropě od středověku výrazně měnil od sympatie až k zavržení a policejnímu dohledu či lékařské kontrole. Na Západě se šílenství postupně stalo záporným rubem racionality v důsledku zdánlivého nedostatku přizpůsobivosti, hlavně k práci, a v důsledku odporu k životním normám (rodina, hierarchie) a nerespektování zvyklostí.
Přirozený jazyk často dává slovo šílenec do souvislosti s pejorativním označením. Od těchto negativních emočních asociací však musí být lékařská terminologie oproštěna. Proto se v současnosti (na počátku třetího tisíciletí) používá neutrální termín psychotik (česky šílenec) a místo šílenství pak psychóza.

## Šílenství jako odlišné vnímání
V minulých dobách (v menší míře i v současnosti) byli tímto termínem označováni i lidé, kteří se nápadně odlišovali svým vysokým intelektem a rozvinutou fantazií. Obraznost ducha byla ve druhé polovině 19. století ztotožňována s konkrétní psychickou poruchou.
„Některé z nejhlubších poznatků – a snad ty nejhlubší poznatky vůbec – děkují za svůj vznik mocně vznícené obrazivosti...“ 
Mnoho z literárních rozervanců a psychotiků mělo své konkrétní předobrazy ve skutečném světě. Výjimečnost charakterizovala nejen uměleckou tvorbu autora, nýbrž často i jeho osobní život. Realita těchto géniů se prolínala s fantaskním snovým světem.
Psychiatrie prodělávala bouřlivý rozvoj , což se projevilo i v nových diagnostických a terapeutických názorech. Bénedicte Auguste Morel mimo normalitu vidí nejen zločince a vyděděnce, ale i nadprůměrně nadané osoby. Morelovy myšlenky dále rozpracoval italský psychiatr Cesare Lombrosa, jenž ve své publikaci Génius a šílenství přímo spojoval genialitu se šílenstvím, resp. s epilepsií.
Morelovým stoupencem byl i rakouský psychiatr Richard von Krafft-Ebing, autor knihy Psychopathia sexualis z r. 1886. Velké diskuze vyvolala kniha budapešťského rodáka Maxe Nordaua, Degenerace.
Historik umění Rudolf Wittkower v knize Zrozen pod Saturnem cituje slova Senecy:
„Nikdy neexistoval talent bez nějakého doteku šílenství“
a poznamenává, že „umělec byl ze společnosti vydělen již dávno, nová byla pouze optika takového vydělení.“ Edgar Allan Poe se k pomyslnému tématu nepřímo vyjádřil takto:
„Nazývali mne šílencem, ale dosud není rozřešena otázka, není-li právě šílenství nejvyšší inteligencí; zda mnoho slavných činů, mnoho hlubokých myšlenek nepramení z choroby myšlení, z mysli povznesené na úkor průměrného rozumu.“
Marcel Proust ve svém díle Hledání ztraceného času (oddíl Svět Guermantových) pojí neurózu s uměleckou tvorbou:
„Všechno, co známe velkého, máme od nervózních osob...Nikdy nebude svět vědět, za co všechno jim vděčí, a hlavně co vytrpěli, aby mu to mohli dát. Vychutnáváme rafinovanou hudbu, krásné obrazy, tisícero jemných požitků, ale nevíme, kolik bezesných nocí stály ty, kteří je vymysleli, co pláče, záchvatů křečovitého smíchu, kopřivek, astmat, epilepsií a úzkosti ze smrti...“
Antonin Artaud, jenž nedobrovolně strávil dlouhou dobu na psychiatrické klinice, ve svých textech zastává nekompromisní stanovisko:
„Proto prohnilá společnost vymyslela psychiatrii, aby se ubránila vyšetřování jistých jasnozřivých vyvolenců, jejichž věštecké schopnosti jsou jí na obtíž...Co je vlastně nefalšovaný choromyslný? Je to člověk, jenž se raději stal šílencem v tom smyslu, jak to chápe společnost, než by se zpronevěřil jisté nejvyšší představě o lidské cti. Proto nechala společnost ve svých ústavech zadusit všechny, jichž se chtěla zbavit nebo se před nimi ubránit, protože se odmítli zúčastnit jistých obludných špinavostí. Neboť choromyslný je také člověk, jehož společnost odmítá vyslechnout a jemuž chce zabránit ve zveřejnění nesnesitelných pravd.“
Michel Foucault se dopracoval k obdobným závěrům ve své knize Dějiny šílenství:
„Šílenství...je to poslední, co zbývá pod snem i pod všemi příznaky bestiality: konec a začátek všeho... znamená řvoucí a zkroucený Idiot, snažící se vymanit z vězení nicoty, zrod prvního člověka a jeho první pohyb ke svobodě, nebo poslední záškub posledního umírajícího? Nepředává toto šílenství, jež svazuje a rozděluje čas, jež stáčí svět do smyčky noci a je zcela cizí zkušenosti své doby, nepředává těm, kdo jsou mu otevřeni – Nietzsche a Artaud – onen šepot osvíceneckého ne-rozumu, v němž byla řeč o noci a nicotě?“